# Nour El-Sherif

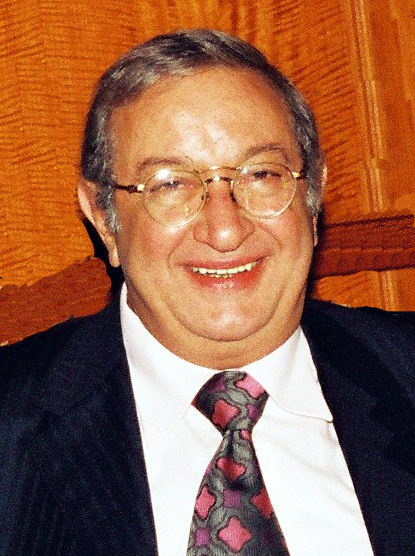
Nour El-Sherif (2008)

Nour El-Sherif oder Nour El-Sharif (arabisch نور الشريف, DMG Nūr aš-Šarīf; eigentlich Mohammad Jaber; * 28. April 1946 in Kairo, im Armenviertel Sayyida Zainab; † 11. August 2015) war ein ägyptischer Schauspieler und Regisseur.

## Leben
Nour El-Sherifs Vater starb ein Jahr nach dessen Geburt im Alter von 26 Jahren. Erste Erfahrungen als Schauspieler sammelte El-Sherif schon während seiner Schulzeit, mit einer Theatergruppe in der Oberschule.
Nach einem Engagement als Fußballprofi bei Zamalek SC in der ägyptischen Liga wandte er sich zuerst einer kaufmännischen Ausbildung zu, brach diese jedoch ab und studierte anschließend Schauspiel. Sein Studium schloss er als Bester seines Jahrganges ab.
Von 1972 bis 2006 war El-Sherif mit der Schauspielerin Poussi verheiratet, mit der er zwei Töchter (Sarah und May) bekam. Sarah ist mittlerweile ebenfalls in der Film- und Fernsehbranche tätig. Im Dezember 2014 heirateten die beiden erneut.

## Schauspielkarriere und Regiedebüt
Nach einer kleineren Rolle in Ash-shawaree Alkhalfiyya (Die Hinterstraßen) unter der Regie von Saad Ardash folgte die Hauptrolle in Kamal Eids Inszenierung von Romeo und Julia.
Während der Proben zu Romeo und Julia lernte El-Sherif den Schauspieler Adel Imam kennen, der ihn später bei dem Regisseur Hassan Imam für eine Hauptrolle in der Verfilmung von Nagib Mahfuz’ Roman Qasrel Shoou (Palast der Sehnsucht) vorschlug. Diese Rolle brachte ihm weitere Anerkennung ein und 1972 verkörperte er sie erneut in der ebenfalls von Nagib Mahfuz geschriebenen Fortsetzung Assukariyya (Zuckergässchen).
Danach wirkte er in mehr als 157 Filmen, 16 Theaterstücken und 17 Fernsehserien mit, in denen er überwiegend die Hauptrolle spielte. Internationales Lob erhielt er 1997 für die Rolle des Averroes in Youssef Chahines Film Das Schicksal und 2006 für die Rolle eines korrupten und sexsüchtigen Politikers in dem Kinohit The Yacoubian Building.
2008 sorgte er für großes Aufsehen in der arabischen Welt, als er sich bei den Dreharbeiten zu The Babydoll Night, der später zum Kassenschlager und erfolgreichsten Film der arabischen Kinogeschichte werden sollte, für eine Folterszene nackt filmen ließ, was unter anderem auch die ägyptische Zensurbehörde auf den Plan rief.
Im Jahr 2001 gab El-Sherif sein Regiedebüt mit dem Film Al Asheqan (Die zwei Verliebten), in dem er auch zusammen mit seiner damaligen Ehefrau Poussi die Hauptrolle übernahm. Zuvor hatte er bereits das Theaterstück Al Kahen (Der Mönch) inszeniert.